# Grammia dolomitica
Grammia dolomitica là một loài bướm đêm thuộc phân họ Arctiinae, họ Erebidae.